# بانگی
بانگی (به فرانسوی: Bangui) یا بَنگی (به انگلیسی: Bangi) پایتخت کشور جمهوری آفریقای مرکزی است.
در سال ۲۰۱۲ پس از بغداد، بانگی در میان بدترین شهرهای جهان برای زندگی در رتبه ۲۲۰ قرار گرفت که رتبه یکی‌مانده به آخر بود. هرچند که جمهوری آفریقای مرکزی دارای ذخایر الماس و اورانیوم است، اما پایتخت این کشور یکی از فقیرترین شهرهای جهان است.

## نگارخانه

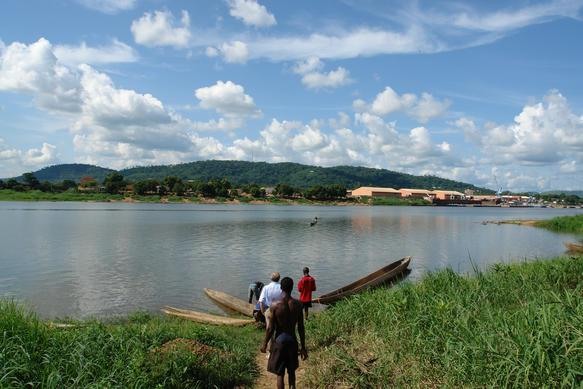
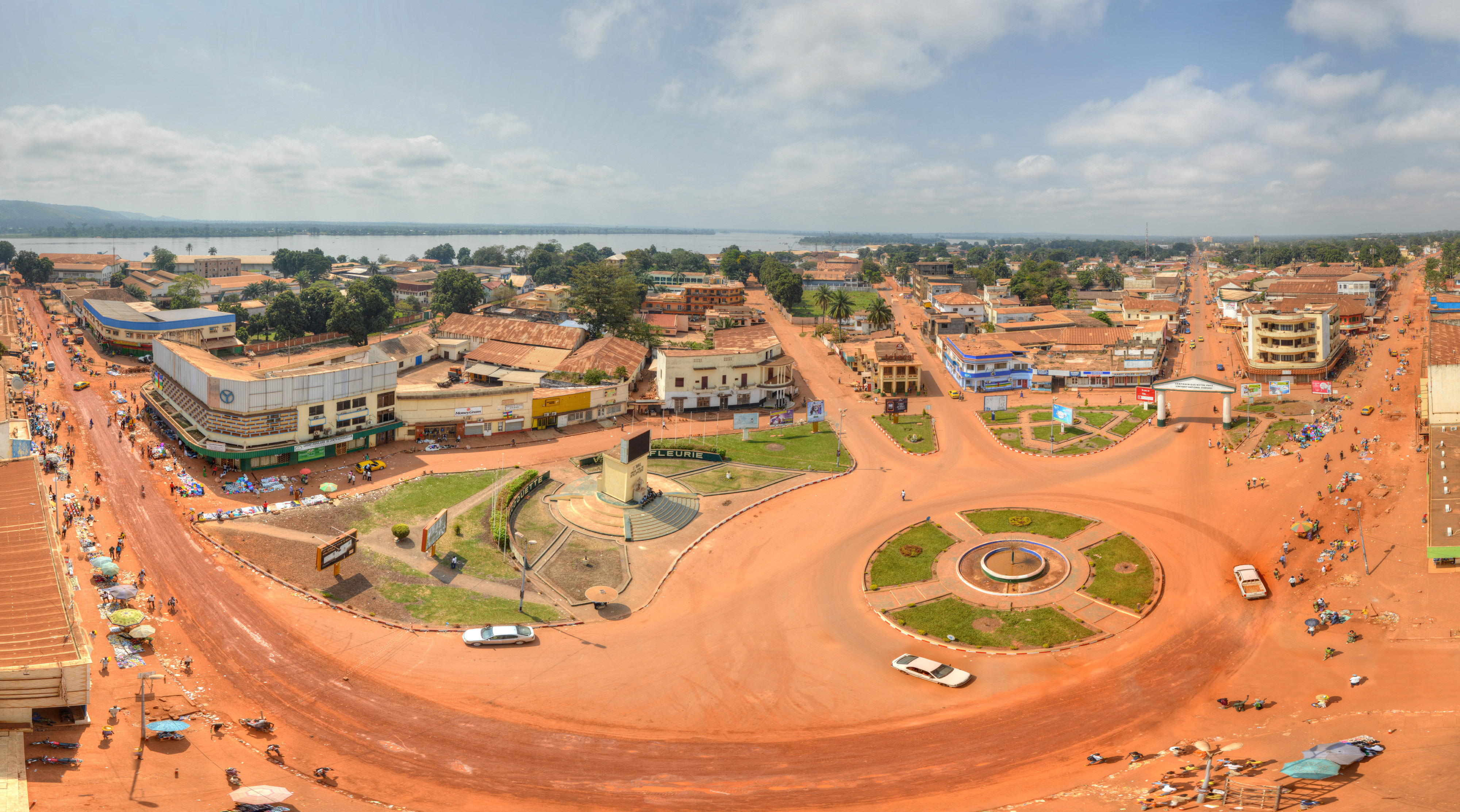
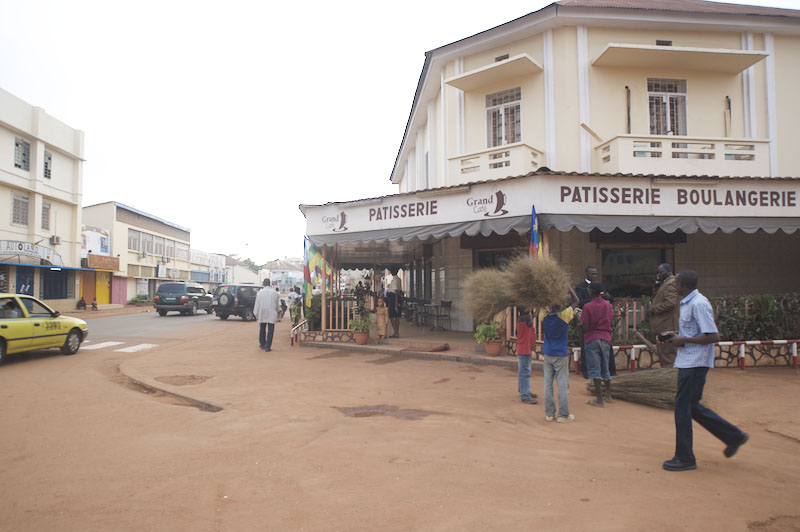

## افراد سرشناس
- ناتالی توزیا